# John Harriman
John Harriman (Maryport, 1760 - 3 de diciembre de 1831) fue un clérigo anglicano botánico británico, especialista en micología, taxónomo y curador.

## Biografía
Era originario de Maryport, Cumberland, de una familia de origen germano nombrada Hermann. Se convirtió en estudiante de medicina a los 17; pero después de dos años regresó a los estudios clásicos, y luego tomó las órdenes sagradas. Se convirtió en cura de Bassenthwaite en 1787. Se trasladó a Barnard Castle, Egglestone, y Gainford de Condado de Durham, Long Horseley en Northumberland, Heighington y Croxdale, y por último al curato perpetuo de Satley, de Durham.
Harriman se concentró en la botánica de Teesdale. No publicó nada, pero mantuvo una correspondencia con otros botánicos. Estaba informado acerca de líquenes y especies descubiertas. Suministró plantas para English Botany de James Edward Smith, tales como Bartsia alpina, que había reunido en Teesdale. Fue el primer botánico de encontrar Gentiana verna en Inglaterra, y otras plantas raras en Westmorland y Cumberland. Envió una importante colección de líquenes de Egglestone a Smith. Y después de su muerte, el 3 de diciembre de 1831, en Croft en York, Smith, como presidente, llamó al punto microscópico liquen lichen Harrimanni.'

## Reconocimientos
- Sociedad Linneana de Londres

## Eponimia
Verrucaria harrimanii Erik Acharius